# Вечтомов, Саша
Саша Вечтомов, также Александр Иванович Вечтомов (чеш. Saša Večtomov; 12 декабря 1930, Прага — 29 декабря 1989, там же) — чешский виолончелист русского происхождения. Сын Ивана Вечтомова, двоюродный брат Николая Вечтомова.
Начинал учиться музыке у своего отца, затем в Пражской консерватории и музыкальной академии (1945—1953) занимался у Ладислава Зеленки, окончил аспирантуру Московской консерватории у Семёна Козолупова. Лауреат первой премии Международного музыкального фестиваля «Пражская весна» (1955).
В 1951 году вместе с Йозефом Суком и Йиржи Губичкой основал фортепианное трио имени Сука.
Гастролировал, главным образом, в составе Чешского трио, участником которого был с 1956 года до самой смерти. Выступал также дуэтом с пианистом трио Йозефом Паленичеком (в частности, сонаты Богуслава Мартину). Оставил известную запись шести сюит Иоганна Себастьяна Баха для виолончели соло. Он также выступал и записывался со своим братом, гитаристом Владимиром Вечтомовым, в качестве пражского струнного дуэта. Вечтомов преподавал в Академии исполнительских искусств в Праге. Среди его учеников были Михаэла Фукачова, Иржи Гошек, Ян Паленичек и Мирослав Петраш. 